# Královský zámek Racconigi
Královský zámek Racconigi (italsky castello reale di Racconigi, piemontsky ël castel ëd Racunìs) je zámek vybudovaný pro členy savojské dynastie na základech středověkého hradu v Racconigi v provincii Cuneo asi 30 km na jih od Turína.
V průběhu své téměř tisícileté historie prošel četnými přestavbami a od druhé poloviny 14. století byl majetkem savojských. Sídlila zde savojsko-carignanská větev rodu, a pak byl letním a podzimním sídlem čili královským letoviskem savojských králů Sardinie a později Itálie.
Zámek, nyní velmi frekventované kulturním centrum a muzeum, je od roku 1997 součástí souboru savojských rezidencí zařazených na seznam světového dědictví UNESCO. V roce 2016 zde zaznamenali 127 368 návštěvníků.

## Dějiny

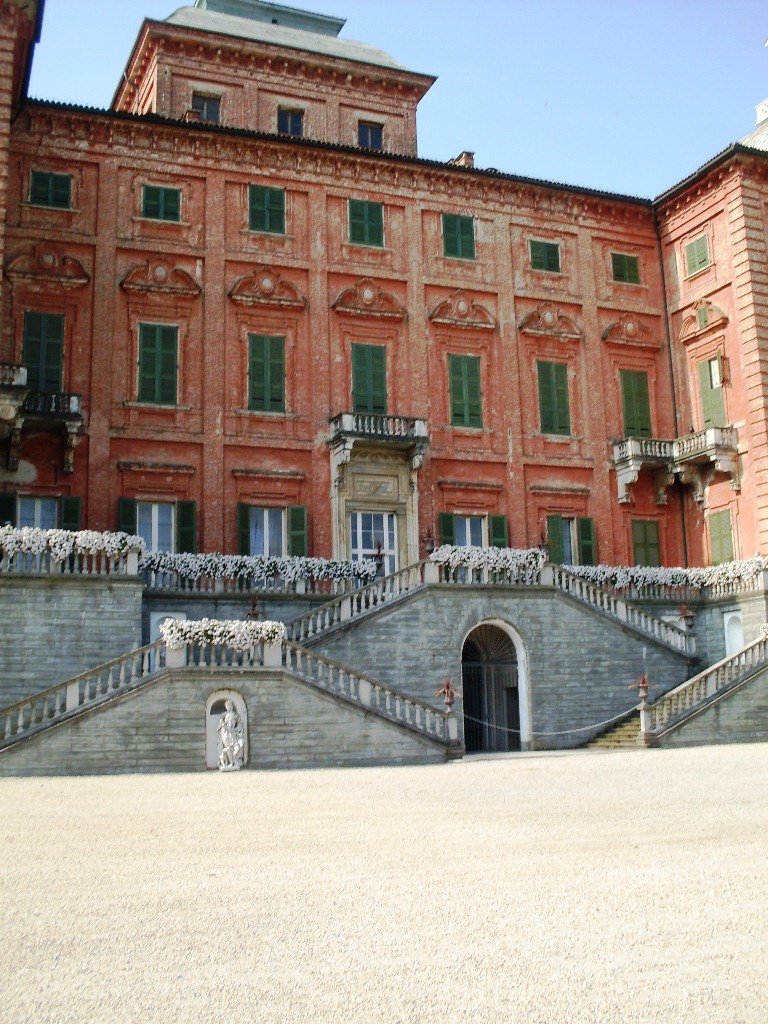
Severní průčelí směrem k parku (Guarino Guarini, 17. století)

### Počátek (11. století)
První zprávy o opevnění v Racconigi pocházejí z 11. století, z doby, kdy toto území bylo součástí Torínské marky. Bernardino di Susa zde postavil nebo upravil pevnost na zbytcích předchozího kláštera.
V roce 1091, když zemřela markýza Adelaide di Susa, území obsadil její synovec Bonifacio del Vasto a léno Racconigi se proto stalo součástí majetku markýzů ze Saluzza.
Synovec Bonifacia del Vasto jménem Manfredo II. ze Saluzza rozšířil stavbu a vybudoval první hrad čtvercového půdorysu s vnitřním nádvořím, který sloužil jako strategická obrana území marky.

### Od středověké pevnosti k „vile rozkoší“ (14.–18. století)
V roce 1372 markýz Fridrich II. ze Saluzza dal hrad do zástavy rodu Fallettiů, ale ten se po několika letech vrátil do vlastnictví markýzů ze Saluzza. Ve druhé polovině 14. století získal léno a hrad Racconigi nemanželský syn Ludvíka, posledního knížete savojsko-acajského, zakladatel rodové linie Savoy-Racconigi, která hrad držela asi čtvrt tisíciletí a vymřela v roce 1605.
V roce 1620 vévoda Karel Emanuel I. Savojský daroval hrad svému synovi Tomáši Františkovi, předkovi savojsko-carignanské dynastie. Stavba tehdy vypadala jako klasický středověký hrad: masivní holá cihlová pevnost čtvercového půdorysu se čtyřmi masivními nárožními věžemi, vodním příkopem, padacím mostem a vysokým bočním bergfritem.
Stavba zůstala téměř beze změn až do poloviny 17. století. První přestavbu zadal Tomášův syn Emanuel Filibert, který v roce 1676 pověřil Guarina Guariniho, aby provedl kompletní přeměnu pevnosti na „delizii“, doslova „(vilu) rozkoší“, jak se v Itálii označovaly letohrádky. S využitím velkého vnitřního prostoru nádvoří Guarini postavil velké centrální těleso se střechou tvaru pagody; dále na základě dvou nárožních věží severního průčelí vybudoval dva čtyřpatrové pavilony, nad nimiž je čtyřboká kupolová střecha s bílými mramorovými lucernami. Grandiózní přestavba se však netýkala pouze budovy, ale pomohl i známý francouzský architekt André Le Nôtre, který se zasloužil o úpravu rozlehlého parku. Když bylo dílo dokončeno, 7. listopadu 1684 se Emanuel Filibert v Racconigi oženil s Marií Angelikou Kateřinou D'Este.

### Klasicistní přeměna (18. století)
Roku 1757 Ludovík Viktor Savojský pověřil architekta Giovanniho Battistu Borru, aby provedl další přestavbu podle klasicistního vkusu té doby. Borrovi vděčíme za rekonstrukci jižní fasády s přístavbou tetrastylového prothyronu s korintským sloupy převýšeného frontonovým členitým trojúhelníkovým štítem v palladiovském duchu a monumentálního schodiště. Vnitřní zásahy se týkaly Herkulova salonu, přilehlého Dianina sálu a stavby pokojů Čínského apartmánu, zdobených vzácnými tapetami z rýžového papíru.

### Albertinská éra (19. století)
Současná podoba budovy je z velké části výsledkem přestavby, kterou v roce 1832 zadal poslední kníže z Carignana a také nový král Sardinie Karel Albert. Ten považoval za nezbytné dále rozšířit a vyzdobit budovu, která nyní přestala patřit rodové linii Savojských z Carignana a přešla na sardinskou korunu, čímž získala status královské rezidence a byla vybrána za oficiální královské letovisko.
Panovník pověřil práci inženýra Ernesta Melana, který dále zvýšil starou čtyřúhelníkovou stavbu kolem centrálního dvora a rozvinul dvě velká boční křídla jižního průčelí a znovu uchopil téma „pagodovité“ kopule nad dvěma rohovými věžemi. Dále úprava zahrnovala rekonstrukci nádvoří a výstavbu budov na půdorysu tvaru písmene C, které propojují nová jižní křídla s pavilony na sever od nich. Současně byl zbořen mlýn a některé domy před zámkem, které kazily výhled, čímž vznikla velká plocha před hlavním vchodem, z níž v ose vycházela široká třída lemovaná stromořadím.
Interiéry byly také přetvořeny podle potřeb doby. Práce byly svěřeny Pelagiovi Palagimu, který zařídil nové místnosti v klasicistním duchu. Spolupracoval s ním umělecký truhlář z Asti Gabriele Capello, známý jako il Moncalvo, jehož vzácné intarzie zdobí nábytek a dveře Etruského kabinetu, osobního apartmánu krále Karla Alberta.
Počínaje rokem 1834 zde tvořil malíř Marco Antonio Trefogli, který vyzdobil galerii rafinovanými groteskami, zobrazujícími ovoce a ptáky. Společně s Luigim Cinnatim vytvořil Trefogli také ornamenty a arabesky pro audienční sál a jídelnu. Pro koupelnu Karla Alberta namaloval květinové motivy v ornamentálních pásech, dále grotesky, amfory, mušle, labutě a gryfy, ve vlysu nad římsou byly použity figury draků.
Úprava parku byla svěřena německému zahradnímu architektovi Xavieru Kurtenovi, který starší Le Nôtreovu zahradu romantizoval. Tehdy vznikla i Margarìa, neogotická budova na konci parku, která je výsledkem spolupráce Ernesta Melana a Pelagia Palagiho. Právě v tomto parku se 19. srpna 1840 uskutečnilo první setkání mezi princem Viktorem Emanuelem, budoucím prvním italským králem, a jeho nastávající první manželkou a také sestřenicí Adelheid Rakouskou, které zorganizovaly jejich rodiny. Oba se o dva roky později (1842) vzali v loveckém zámečku Stupinigi a z manželství se mimo jiné narodil i korunní princ Umberto I.

### Dvacáté století: od letního sídla k muzeu
V následujících letech nástupci Karla Alberta navštěvovali zámek méně často; s nástupem Viktora Emanuela III. na trůn v červenci 1900 se však rezidence opět stala místem „královských prázdnin“ v letních a podzimních měsících. V roce 1901 byl zámek vybaven vodou a elektřinou, novým osvětlením podél celé zdi parku a v roce 1902 byl instalován i výtah značky Stigler. Viktoru Emanuelovi III. vděčíme též za výzdobu vnitřních stěn hlavního schodiště (Scalone d'Onore); na jedné z nich je jedno z nejúplnějších genealogických schémat královské rodiny od Adolfa Dalbesia, rovněž autora dalších čtyř velkých pláten zobrazujících erby rodu Savojských.

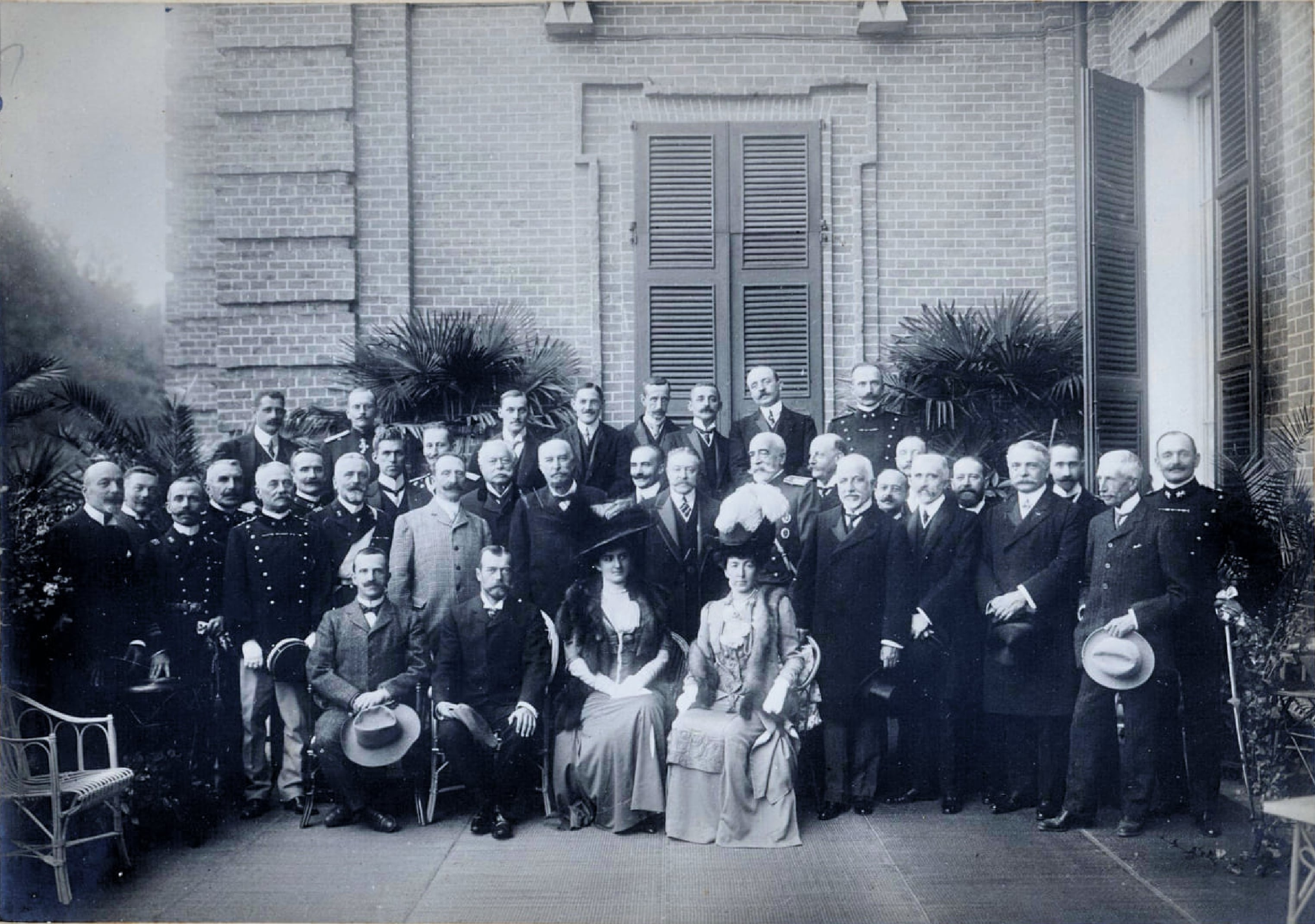
Viktor Emanuel III. a car Mikuláš II. v Racconigi v roce 1909. Ve druhé řadě nalevo od Mikuláše II. je premiér Giovanni Giolitti.

Na základě nových potřeb královské rodiny bylo zmodernizováno mnoho místností na zámku, včetně bytu panovníků ve druhém patře. 15. září 1904 ve 23.15 hodin se zde narodil poslední italský král Umberto II. a proběhly tu i jiné důležité události: v roce 1909 rezidenci navštívil car Mikuláš II., který zde podepsal smlouvu z Racconigi, a v roce 1925 se tu konala svatba princezny Mafaldy.
V roce 1930 princ Umberto dostal rezidenci darem u příležitosti své svatby s princeznou Marií Josefou Belgickou, konané v Římě. Vděčíme mu za pečlivé shromáždění jak obrazů členů jeho rodu, které se nacházejí v různých galeriích a v četných chodbách, tak i dokumentace o Turínském plátně. Některé apartmány druhého patra byly restaurovány, jako koupelna knížat z Piemontu a hudební místnost, jejíž strop a stěny vyzdobil ve futuristickém stylu Fiore Martelli, žák Gia Pontiho.
Po referendu 2. června 1946 v Itálii zanikla monarchie a zámek byl uzavřen a předán italskému státu. Princezny Jolanda, Jana a Marie i dědicové již zesnulé Mafaldy podali žalobu, podle níž bylo darování zámku Umbertovi II. v roce 1930 neoprávněné. Kasační soud pak v roce 1972 rozhodl, že zabavena může být pouze jedna pětina budovy, jež podle něj byla v řádném vlastnictví Umberta II., ale že italskému státu musí být zaručeno předkupní právo v případě prodeje. V roce 1980, po čtyřiatřiceti letech exilu, se Umberto II. rozhodl prodat celý majetek státu s jedinou výhradou: že rezidence a všechny nemovitosti s ní spojené souvisí s tématem „vědění“, a proto mají být využity pro veřejné kulturní aktivity.
Rezidence byla otevřena pro veřejnost 23. května 1993. Je nyní z velké části přístupná a postupně se restauruje. Zámek je jedním z nejzachovalejších sídel rodu Savojských, disponuje velkým množstvím nábytku, obrazů a zařízení a neustále v něm probíhají kulturní akce a aktivity.

## Interiér

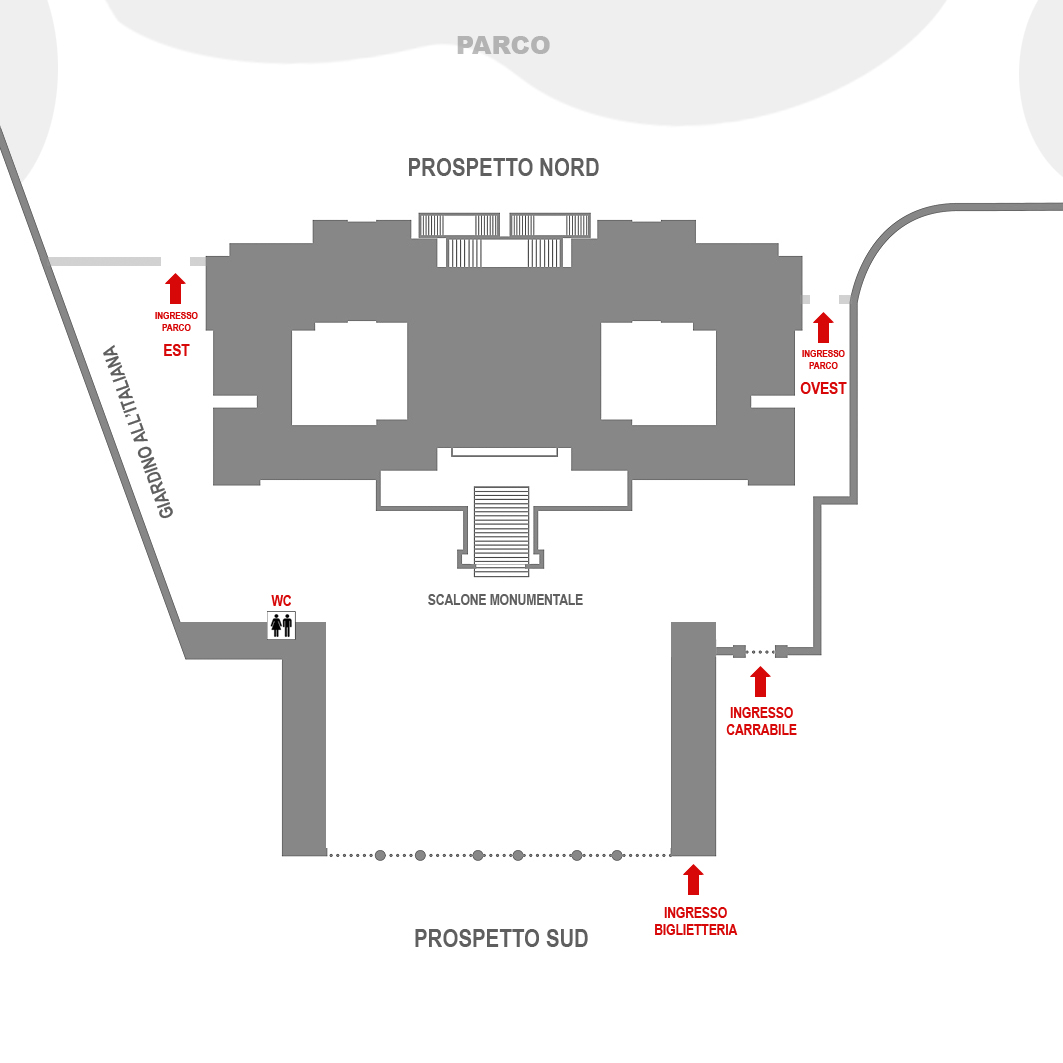
Schéma půdorysu zámku

Některé prostory zámku pocházejí z osmnáctého století, jiné jsou klasicistní, další ve stylu art deco pocházejí z první poloviny dvacátého století. Byly pečlivě restaurovány a mají původní výzdobu a uspořádání.
Mezi nejvýznamnější místnosti patří v chronologickém pořadí: Herkulův sál, Dianin sál, čínský apartmán, jídelna, přijímací sál, etruský kabinet, knihovna Karla Alberta, Apollonův kabinet a královská kaple zasvěcená Panně Marii Sněžné. Ve druhém podlaží (piano nobile) se nacházejí apartmány renovované v prvních třech desetiletích dvacátého století, jejichž součástí je ložnice královny Eleny, koupelna Umberta II. nebo hudební salónek Marie Josefy.

### Herkulův sál
Sál zasvěcený mýtu o Herkulovi je výsledkem zásahu architekta Giovanniho Battisty Borry z roku 1757. Prostor v klasicistním stylu odpovídá starobylému vnitřnímu nádvoří předchozí středověké stavby a sloužil jako atrium pro vítání hostů, ale vzhledem ke své kapacitě a vynikající akustice byl využíván také jako taneční sál. Orchestr pak byl umístěn na lodžii hudebníků, kterou podepírají tři páry iónských sloupů a pod níž je vstup do přilehlého Dianina sálu. Ve spodní části je na stěnách šest výklenků s frontony, každý se sochou Giuseppe Boliny představující jeden Herkulův úkol; v horní části jsou další štuky od Boliny a Lombardiho s loveckými výjevy, zvěří a zbraněmi. Klenba kopule je vymalovaná jako trompe-l'œil, tedy iluzivně, a realisticky předstírá kazetový strop.

### Dianin sál
Spolu s Herkulovým sálem a Čínským apartmánem patří Dianin sál k přestavbám 18. století od architekta Giovanniho Battisty Borry. Dianin sál, který slouží jako vstupní hala do rezidence, zdobí čtyřmi velké medailony znázorňující mýtus o bohyni lovu. Velká okna umožňují obdivovat pohled do rozlehlého parku s výhledem na terasu a severní schodiště. Mezi čtyřmi velkými muranskými lustry, visícími ze stropu, je basreliéf Apolla na slunečním voze. Velkou hodnotu mají dva mramorové krby, díla Guarina Guariniho.

### Čínský apartmán
Pokoje čínského apartmánu vznikly kolem poloviny osmnáctého století na příkaz Ludvíka Viktora Savojského a byly součástí většího celku řečeného královský byt (foresteria reale), zahrnujícího nejméně šest dalších pokojů podle tehdejší módy orientálně zařízených. Pět zbývajících pokojů zdobí vzácné tapety ručně malované na rýžový papír, zakoupené v Londýně princem Ludvíkem a dokonale zachované díky aplikaci na speciální dřevěné rámy. Pokoje doplňuje zařízení, vázy cloisonné, starožitný porcelán, dva paravány s čínskými dekoracemi od malíře Carla Cussettiho a japonská nosítka. Tyto pokoje, určené váženým hostům, hostily během jejich krátkých prázdnin Viktora Emanuela II. a Umberta I., ale také slavné hosty jako cara Mikuláše II., který navštívil Racconigi v roce 1909.

### Etruský kabinet

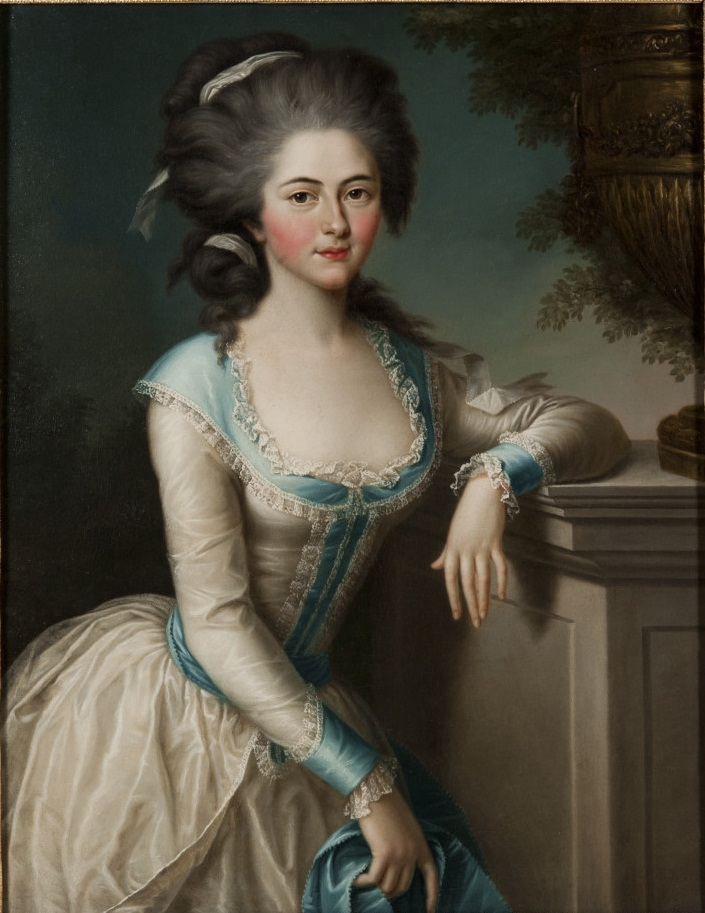
Portrét Josefíny Lotrinské-Armagnacové ze zámeckých sbírek

Etruský kabinet, který se nachází ve druhém patře, je koncipován jako soukromá pracovna Karla Alberta. Spolu s přijímacím sálem, Apollonovým kabinetem a knihovnou Albertina tvoří jádro prostor, ve kterých panovník během letních pobytů vykonával administrativní a politické povinnosti. Patří k uměleckým vrcholům rezidence s díly Pelagia Palagiho a uměleckého truhláře Gabriela Capella zvaného Moncalvo. Kouzlo dobových archeologických objevů přibližují bohaté dekorace, reprodukující typické stylové prvky etruské a řecké vázové malby.
Kabinet byl postaven ve 30. letech 19. století a jeho součástí jsou nástěnné malby rozdělené do velkých panelů a souvislý vlys v horní rejstříkové části. Podlaha je tvořena mozaikou a na klenbě jsou reprodukovány fresky z hrobky Tomba del Barone, která byla objevena v roce 1827 na etruské nekropoli v Monterozzi (nedaleko Tarquinie).
Dvoje přístupové dveře, křesla, středový stůl i dřevěné podnože, na kterých spočívají etruské vázy, nesou složitou intarzii zobrazující dvanáct olympských bohů od truhláře Gabriela Capella podle návrhu Pelagia Palagiho. V roce 1851 byly na Světové výstavě v Crystal Palace v Londýně vystaveny centrální stůl, sloupový podstavec a panel pravých dveří; kromě ceny v oblasti „Nábytek“ získaly zvláštní uznání v katalogu výstavy, který je popsal jako „předměty hodné umístění v paláci kteréhokoli panovníka“.

### Přijímací sál

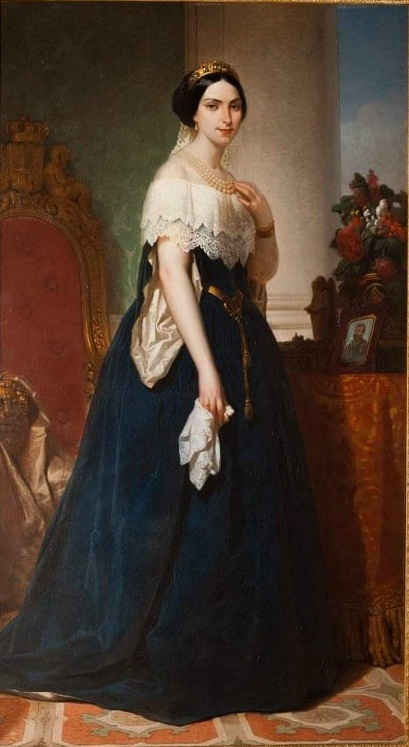
Jeden z obrazů v portrétní galerii zobrazující Adelheid Rakouskou, manželku krále Viktora Emanuela II.

Přijímací sál je nejhonosnější místnost zámku. Hojnost zlacení evokovala prestiž a moc panovníka. Karel Albert a jeho nástupci tu přijímali významné osobnosti jako velvyslance, poradce a hodnostáře. Strop, hustě zdobený klasicistními motivy provedenými v plátkovém zlatě, nese monogram Karla Alberta, který se také opakuje na zařízení a na damaškem potažených stěnách. Pohovky a křesla s motivy lvů jsou čalouněny typickou savojskou modří. A konečně velký křišťálový lustr z českého skla a soubor novogotických svícnů pozoruhodně doplňují krbové hodiny s vyobrazením katedrály v Remeši.

### Pokoje královských dětí
Pokoje, přístupné z první části chodby F, nyní známé jako portrétní galerie, byly modernizovány na počátku 20. století. Jde o řadu pěti propojených místností skromné velikosti, před nimiž je předsíň s příslušenstvím a spojovacím schodištěm do mezipatra nad nimi. Mělo se za to, že zde po roce 1901 ubytovávali děti Viktora Emmanuela III., tedy korunního prince Umberta a jeho sestry Jolandu, Mafaldu, Janu a Marii. Na základě této domněnky byly pokoje v roce 2007 vedením zámku vybaveny a i přes nepřítomnost archivních pramenů byly první tři ložnice připsány princeznám Jolandě, Mafaldě a Janě a větší a prostornější rohová místnost princi Umbertovi. Kuriózní je, že dispozice nepočítá s pokojem pro princeznu Marii, i když nejmladší dítě Viktora Emanuela III., narozené v Římě v roce 1914, mělo ještě možnost v Racconigi několikrát pobývat.
Nejnovější výzkumy umožnily formulovat nové hypotézy o skutečném umístění savojských královských dětí v prvních desetiletích dvacátého století. Jejich byt ve skutečnosti nejspíš nebyl v prvním patře (jak se mylně tvrdí v některých nedávno publikovaných průvodcích), ale ve druhém patře, poblíž pokojů královny Eleny, přesněji ve východním pavilonu od Guariniho (apartmán v současnosti pojmenovaný po Umbertovi II.). Bylo také konstatováno, že místnosti podél portrétní galerie byly spíše určeny pro různé členy dvora, včetně dvorní dámy a dvořana královny Eleny. Každá z nich, pohodlně osamostatnitelná, mohla úzkým schodištěm komunikovat s místnostmi vyhrazenými pro personál vůdčích osobností dvora, který se v seznamech Ministerstva královského domu označoval jako soukromé livreje (Livrea Privata).
Během třicátých let však v těchto bytech jistě bydlely děti Umberta II. a Marie Josefy, zatímco personál, který je měl na starosti, byl ubytován v mezipatře nahoře. Od této skutečnosti se pravděpodobně odvíjí zvyk označovat tyto pokoje jako princovský byt (appartamento dei principini).

### Portrétní galerie

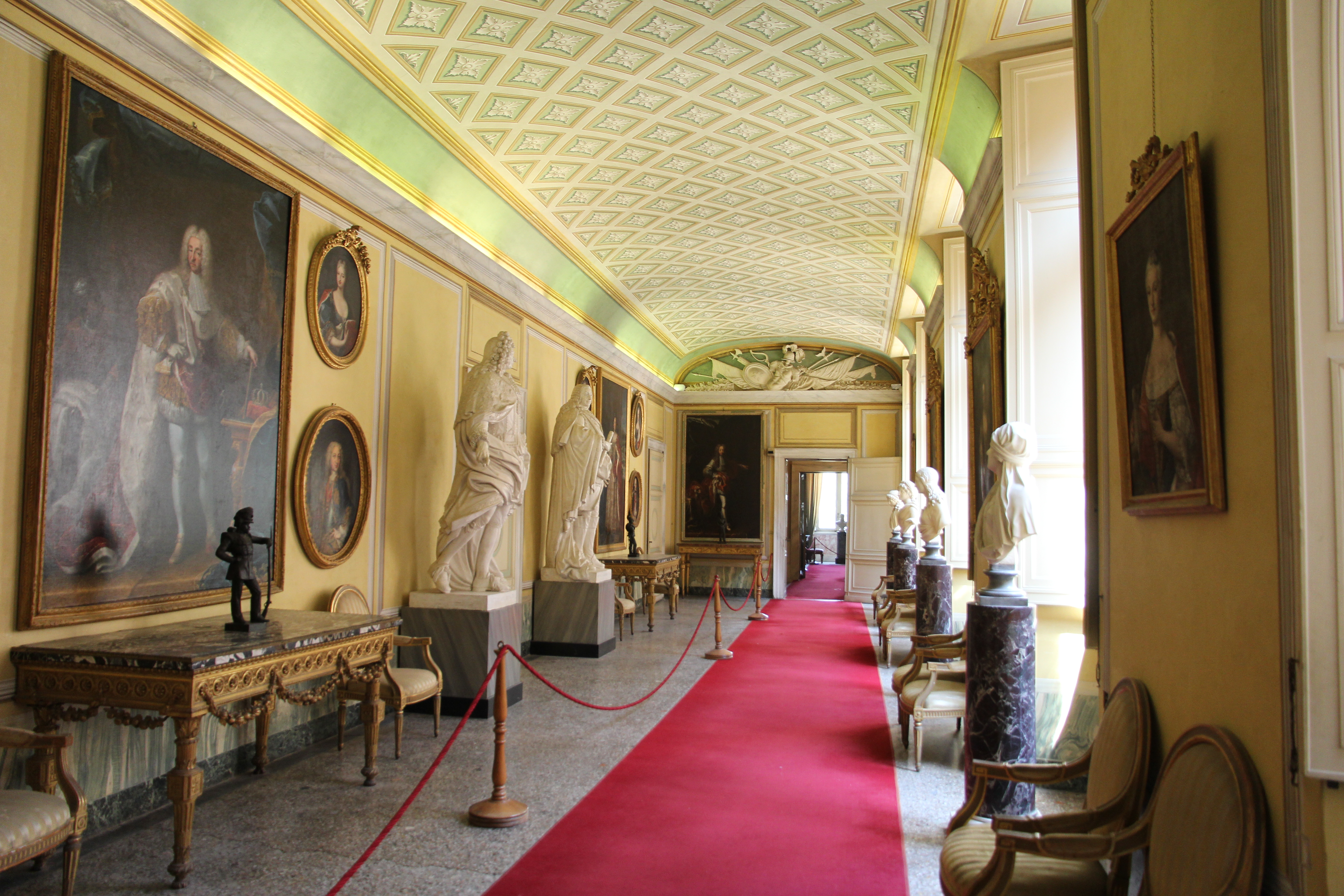
Portrétní galerie

Dlouhá chodba F, která umožňuje přístup do různých pokojů, většinou určených pro hosty nebo členy dvora, se označuje podle sbírky portrétů, kterou od 20. let trpělivě sestavoval korunní princ Umberto II. Vystavené obrazy velké historické a umělecké hodnoty představují poměrně ucelenou dynastickou posloupnost, a jsou zde i portréty členů dalších italských a evropských šlechtických rodů. Podle některých zdrojů chodba postrádá původní dekorace, protože v tomto křídle byli na příkaz královny Markéty umístěni pacienti trpící tyfem, který zasáhl Racconigi koncem 19. století. K desinfekci místností by bylo nutné nanést několik vrstev vápna před a po hospitalizaci pacientů, což existující dekorace poničilo. Je však třeba poznamenat, že ještě v letech 1901 a 1902 byli zaplaceni restaurátoři za opravu stávající výmalby galerie a že zřejmě teprve v roce 1903 bylo rozhodnuto změnit „nástěnnou výmalbu na štuk k orámování rodinných portrétů“.

### Druhé patro
Ve druhém patře již v 19. století sídlil král Karel Albert s královnou Marií Terezou, vévody savojskými (budoucí Viktor Emanuel II. a Marie Adelaide Habsburská), jejich dětmi a dvořanem královny Marie Terezy. Na počátku dvacátého století pak bylo toto patro úplně přestavěno. Art deco tohoto období místnosti silně poznamenal a dal jim střídmost a eleganci, která se pojí spíš s měšťanstvem než s okázalou velkolepostí typickou pro královské sídlo.

#### Ložnice Marie Josefy, předtím královny Eleny

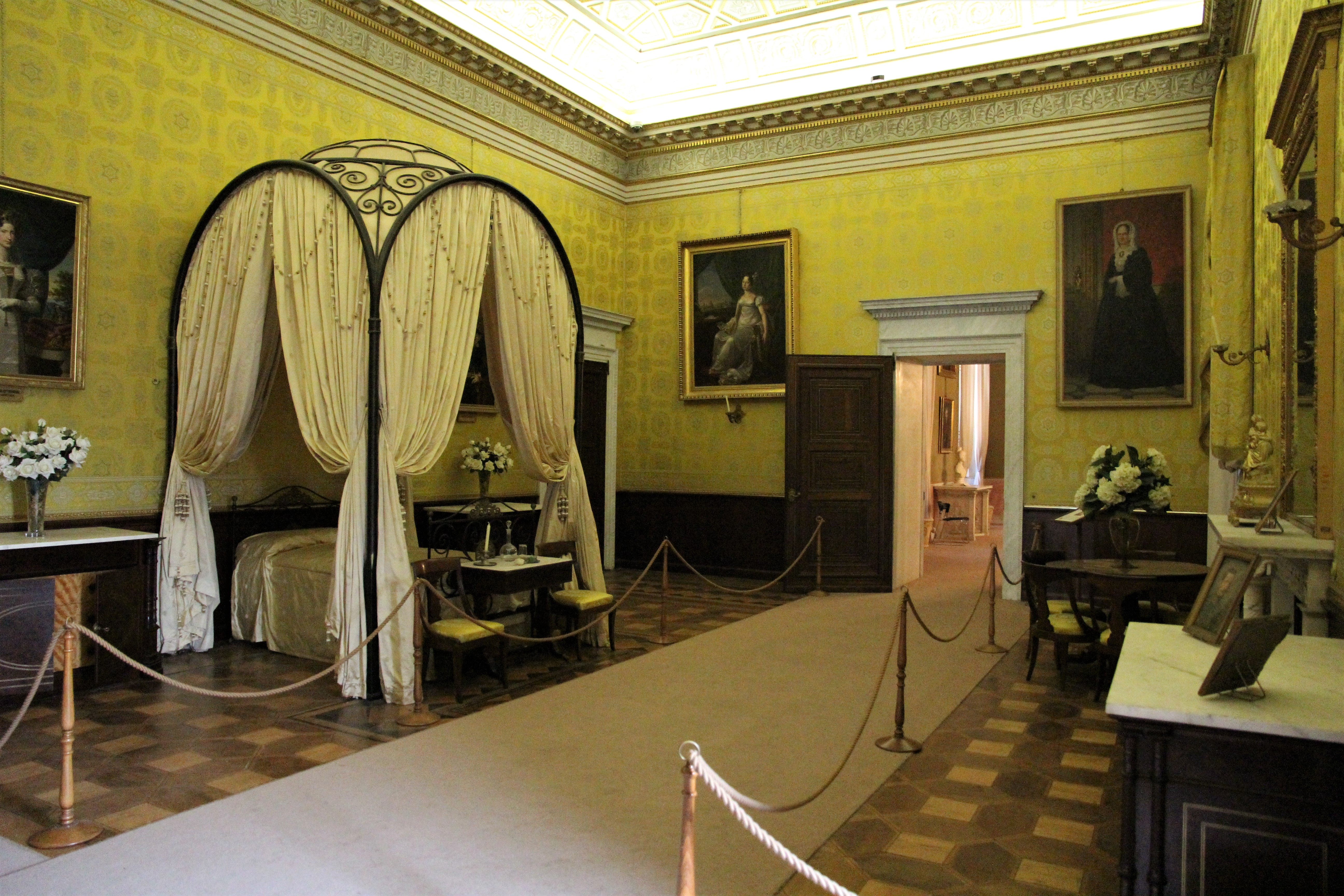
Ložnice Marie Josefy

Královna Elena zvolila pro svou ložnici moderní prostředí, v němž vyniká elegantní manželská postel ve stylu art deco, kterou sdílela se svým manželem, což bylo do té doby v podobném prostředí neobvyklé. V pokoji je také bílý lakovaný nábytek v edwardovském stylu, vyrobený slavnou anglickou společností Warings&Gillow, který připomíná námořní nábytek ložnice královské jachty, jež hostila budoucí panovníky během jejich líbánek na ostrově Monte Cristo. V této místnosti 15. září 1904 Elena Černohorská porodila posledního italského krále Umberta II.

#### Koupelna Umberta II.
Koupelna byla na příkaz prince Umberta II. v roce 1930 vybudována tam, kde se dříve nacházela předsíň apartmánu Viktora Emanuela II. Vytvořením tapet byl pověřen Fiore Martelli, student ISIA v Monze; od jeho mistra Gia Pontiho je zařízení a vybavení koupelny ve stylu art deco z roku 1923. Stejně jako v koupelně královny Eleny jsou i zde přítomny hlavní technologické novinky té doby, jako je systém tekoucí vody, topení a linoleum na podlaze.

#### Hudební salonek Marie Josefy
Apartmán princezny Marie Josefy byl inspirován příbytky vysoce postavených dam 19. století. Vyniká v něm zejména hudební salonek, kde princezna ráda přijímala hosty a poslouchala hudbu. Místnost byla dokončena v létě 1931 a Fiore Martelli vyzdobil strop stylizovanými motivy znázorňujícími hudební nástroje. Z vybavení stojí za zmínku křeslo značky Frau, gramofon, lustr Venini z muranského skla a obraz mladé princezny od Gregoria Calviho z Bergola, součást Mariiny soukromé sbírky, která se může pochlubit i obrazy Casoratiho a Severiniho, vystavenými v přilehlém obývacím pokoji.

### Kuchyně východního křídla

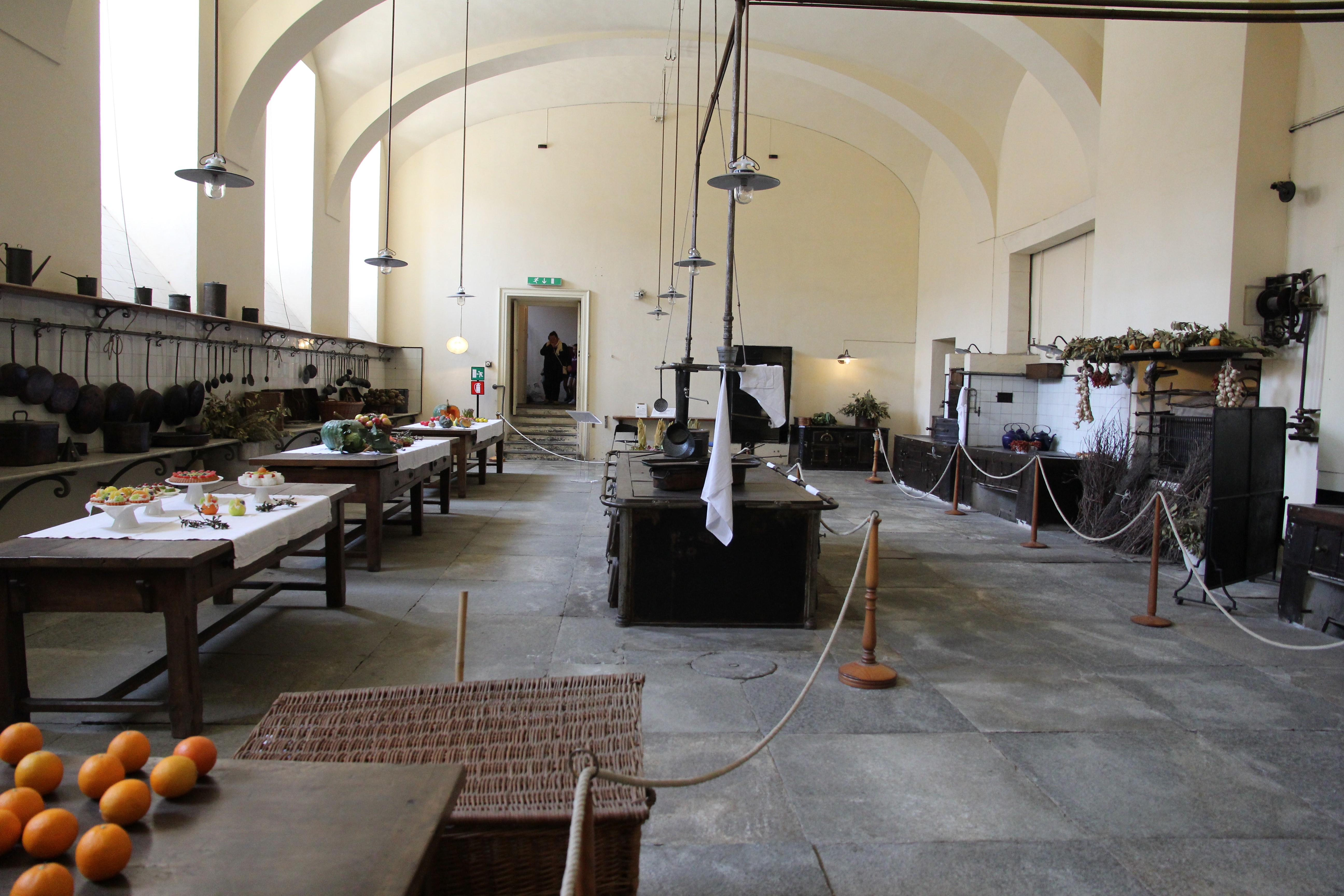
Kuchyně

Charakteristická kuchyně, postavená ve stejné době jako východní přístavba, byla skutečným příkladem modernosti: vybavená širokou škálou nádobí, forem, nástrojů, mramorových dřezů, dvěma velkými pecemi na dřevo (potaggiere) a postupem času dovybavena i dalšími sporáky a důmyslným grilem s ozubeným kolem ve velkém krbu uprostřed místnosti. V roce 1903, s příchodem elektřiny, bylo instalováno osvětlení a nový vodovodní systém s bojlerem na teplou vodu. Takzvané Uffici di Bocca (úřady pro ústa) byly řízeny inspektorem, který měl kancelář vedle hlavní haly, kde je umístěna kuchyně. V přilehlých místnostech je i chladírna a řeznictví, které se vyznačuje mramorovým obkladem stěn a šikmou podlahou pro usnadnění odtoku a umývání.
Další místnosti označené provvisoneria, frutteria, someglieria, credenza, vassella a lingeria jsou umístěny v přízemí, v místnostech, kde předtím byla starodávná kuchyně ze 17. století; jak původní italské názvy napovídají, jednalo se o prostory pro uchování zásob potravin, ovoce, vína, nápojů a bohaté výbavy nádobí a ubrusů.

## Exteriéry

### Park

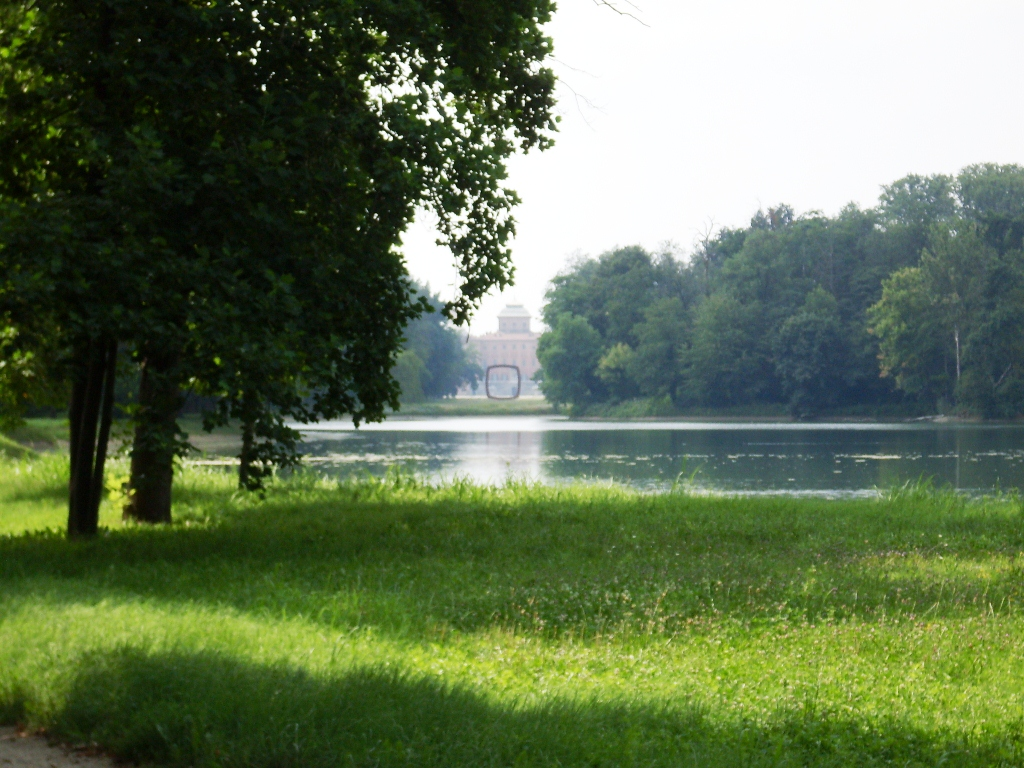
Jezero v parku a na pozadí zámek. Severní průčelí je uvnitř dvora a směřuje do parku.

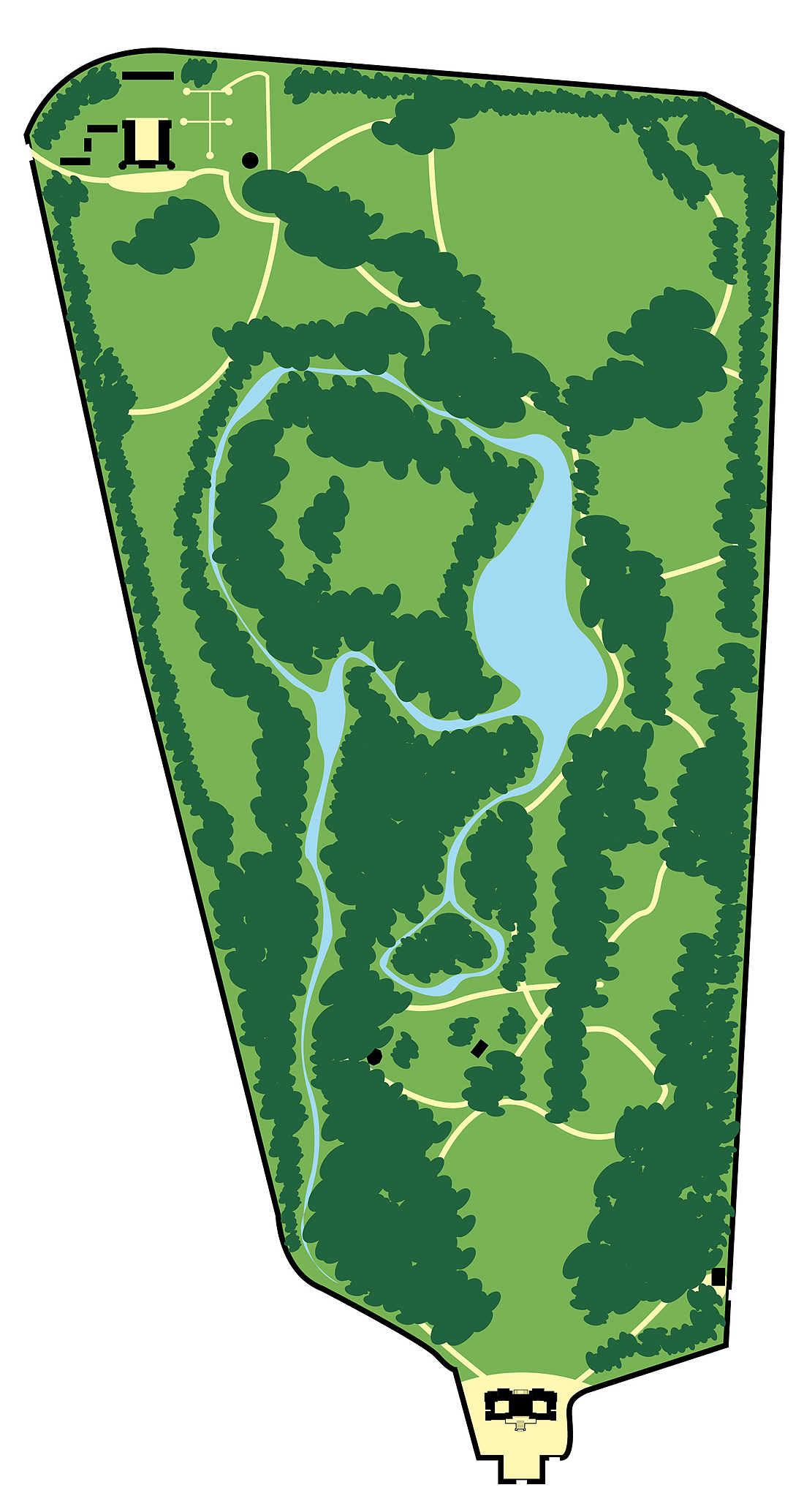
Schéma parku

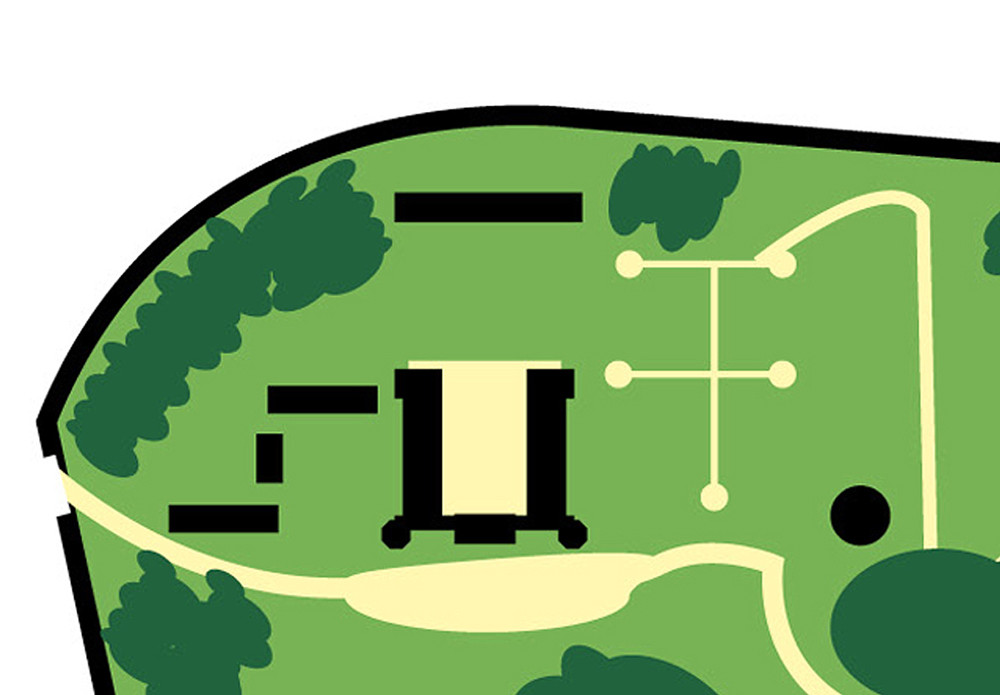
Půdorys Margarìe

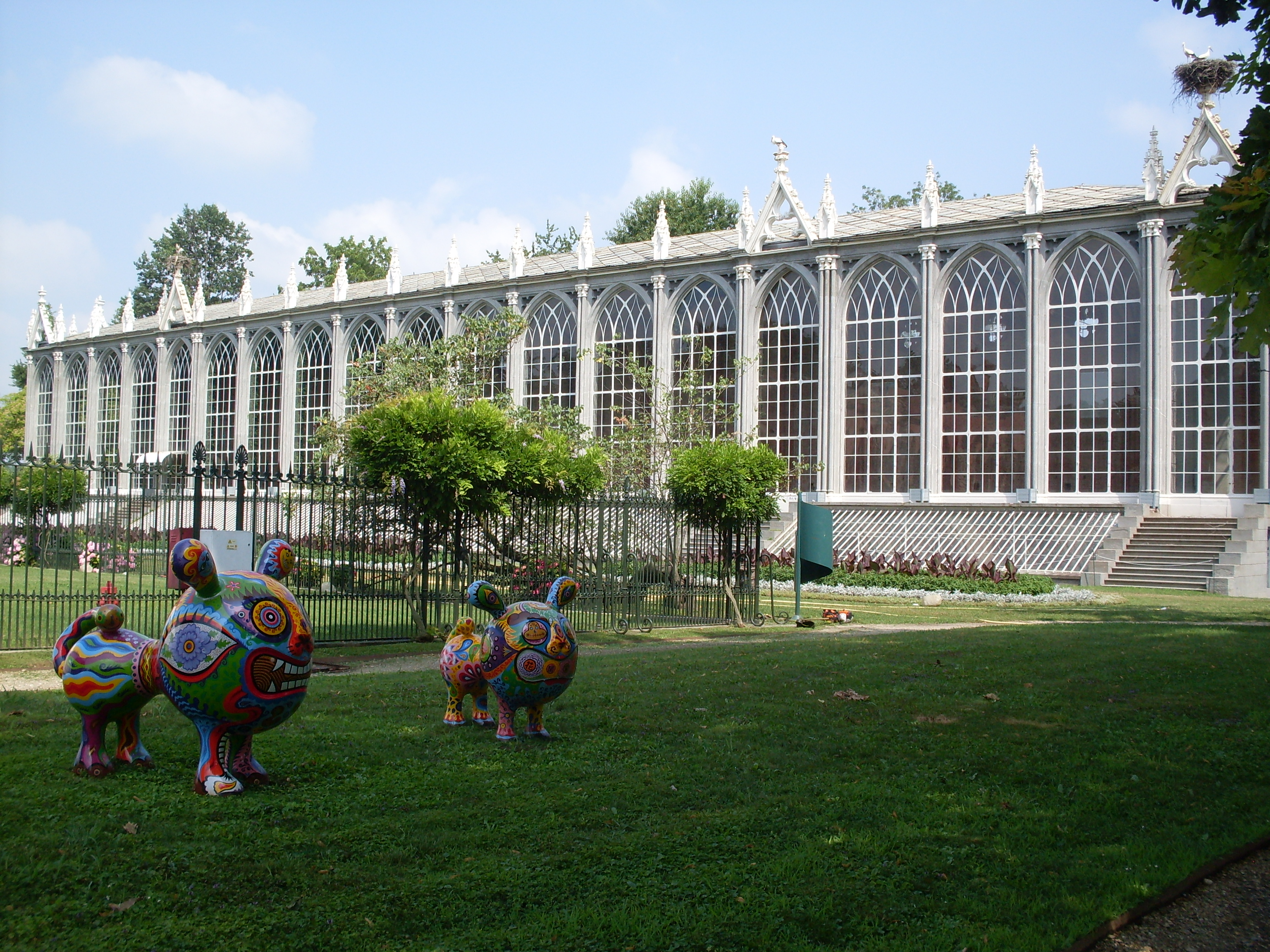
Královské skleníky poblíž Margarìe na severozápadě parku

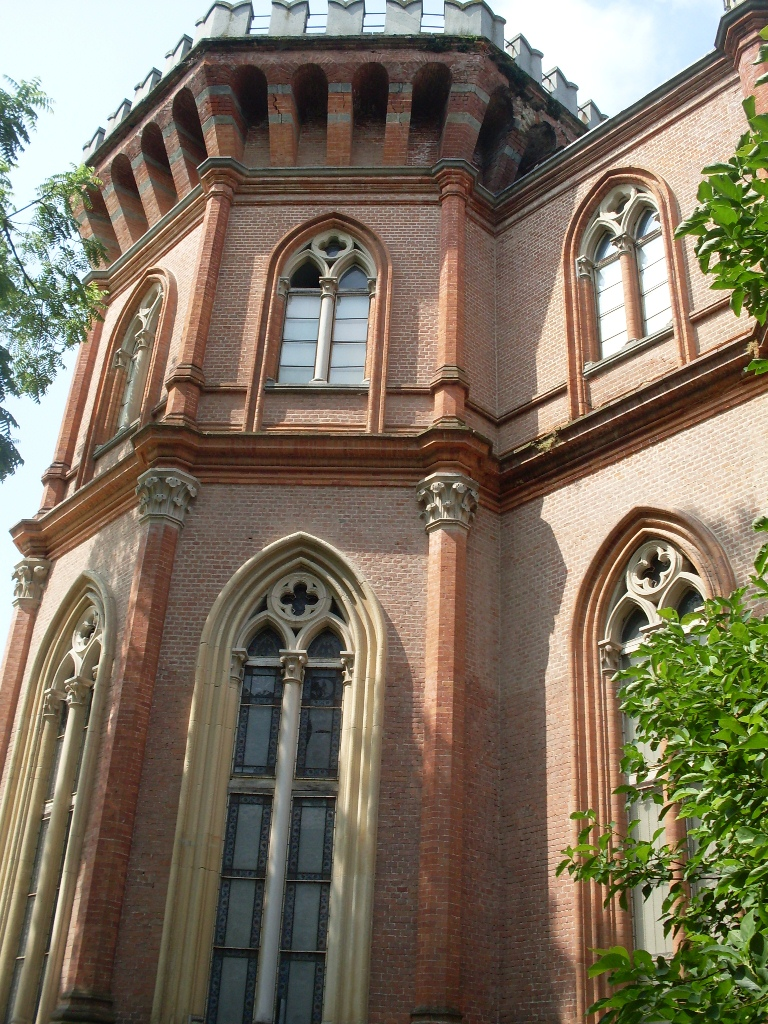
Královnin letohrádek Margarìa, navržený architektem Pelagiem Palagim

Zámek je orientován na sever do impozantního francouzského parku o rozloze asi 170 hektarů, ohraničeného zdí o celkové délce 6 km. Vznikl na konci 17. století podle přísně geometrického návrhu, který vypracoval André Le Nôtre, autor zahrad paláce ve Versailles.
Zhruba o století později prošel park na příkaz princezny Josefíny Lotrinské proměnou pod vedením Giacoma Pregliasca, který předělal jeho část a nabídl nové cesty bujnou a zdánlivě divokou přírodou. O dostavbu parku v romantickém stylu, jak vypadá dnes, se zasloužil Karel Albert, který v roce 1836 svěřil práci pruskému zahradnímu architektovi Xavieru Kurtenovi. Ten se soustředil na úpravu jezera, alejí a vodních cest a přidáním mostků, návrší a nových stromořadí vytvořil typický park 19. století.
Po Kurtenovi následovali bratři Rodovi: Marcellino v letech 1843 až 1859 a Pietro Giuseppe v letech 1860 až 1870. Pod jejich vedením se královský park proslavil po celé Evropě rozsáhlou produkcí vzácných květin a exotických ovocných rostlin, které bratři pěstovali v květinových a ovocných zahradách a v novém vytápěném skleníku, který nechal postavit Karel Albert.
Poté byl park využíván především jako lovecká obora a zemědělská usedlost, a to natolik, že některé malé části byly určeny k pěstování kukuřice a obilovin. Od druhé světové války pak park trpěl nedostatečnou údržbou a postupně chátral.
Od znovuotevření zámku 24. května 1993 byl park rovněž předmětem řady pečlivých restauračních zásahů, jejichž cílem bylo navrátit mu podobu, kterou mu dal Kurten v 19. století. Park je opět otevřený návštěvníkům a nabízí širokou škálu chráněných druhů rostlin a živočichů, síť cest a cestiček o celkové délce 25 km, vodní nádrže (včetně jezera o rozloze 18 ha), velké květinové záhony a stejně jako zámek je místem pro kulturní vyžití a různé akce.
V roce 2010 byl park vybrán mezi deset nejlepších finalistů a poté vyhlášen vítězem v soutěži Nejkrásnější parky Itálie 2010; ve stejném roce park hostil Mezinárodní sochařské bienále.

### Příroda
Jak již bylo zmíněno, parkem prochází síť vodních kanálů, které se sbíhají, což umožňuje neustálou výměnu vody v jezeře, která by jinak vyschlo. Systém systém čerpá vodu z nedaleké bystřiny Maira přes kanál Brunetta, který ji pak dělí do několika menších kanálů, jež procházejí parkem. Na břehu jezera bylo dříve také malé přístaviště, dnes již nepoužitelné, ke kotvení malých člunů pro výlety po jezeře a kanálech.
V parku je více než 2 000 stromů, z nichž některé dosahují výšky více než 30 metrů. Nejrozšířenější jsou jasany a javory, ale vyskytují se zde i jírovce, duby, jilmy, habry, pajasany, platany, lípy a cedry. Ojediněle se vyskytují i ovocné stromy jako jabloně, třešně a líska. Největšími stromy v parku jsou platan východní vysoký 42 metrů, jehož kmen má průměr asi 6 metrů, a zelkova vysoká 35 metrů, stará asi dvě stě let. Posledně jmenovaný strom je s kmenem o obvodu 8,45 metru největším exemplářem svého druhu v Piemontu.
Nejvnitřnější část parku osídlují různé druhy ptactva: volavky šedé, volavky stříbřité, kachny, luňáci černí, káňata a datli. Proslulí čápi z Racconigi naopak hnízdí především na vížkách Margarìe a na komínech hradu. Kromě ptáků byl hlášen výskyt veverek a dokonce jezevců a lišek.

### Budovy
Ve druhé polovině osmnáctého století architekt Giacomo Pregliasco současně s reorganizací části parku v romantickém stylu vytvořil drobné, ale významné stavby jako poustevnu a novogotický kostelík, z něhož se později stala Bažantnice (Fagianaia) pro chov bažantů a holubů.
Další prominentní stavbou je Dórský chrámek (Tempietto dorico) na kopečku u jezera, záměrně nedokončený, aby působil jako stará zřícenina, která se dochovala do současnosti. Toto typicky romantické místo bylo drahé babičce Karla Alberta Josefíně Lotrinské a nachází se v něm takzvaná Grotta del Mago Merlino, malý umělý tunel zevnitř pokrytý omítkou smíchanou s třpytivými kameny a instalacemi stalaktitů a stalagmitů z jeskyní Bossea v údolí Monregale. Jeskyně je zasvěcena legendární postavě Merlina, jenž prý byl sveden ženou, Jezerní paní, která ho připravila o jeho sílu; jeskyně tedy měla savojským vládcům symbolicky připomínat tuto legendu, varovat je před kontraproduktivními milostnými vášněmi.
Pozornost si v parku zaslouží také ruská dača, starší stavba upravená po vzoru tradičního ruského domu u příležitosti návštěvy cara Mikuláše II. v roce 1909. Zde je v současnosti umístěna parková knihovna a kavárna. Další pozoruhodnou stavbou je Švýcarský zámeček (Palazzina Svizzera) u východního vstupu do hradu.
Velkou hodnotu má takzvaný venkovský statek Margarìa s letohrádkem pro královny navrženým v novogotickém stylu Palagim, předchůdce moderních ekologických farem. Nachází se na severozápadním konci parku a má cihlový obklad a velký vnitřní portikus. Královnin apartmán Reposoir della Regina se nachází v pravé věži hlavního průčelí a obsahuje zařízení v novogotickém stylu od Gabriela Capelly. K Margarìe patří také elegantní Královské skleníky, dílo Carla Sady s na tehdejší dobu pokrokovým systémem vytápění.

## Galerie

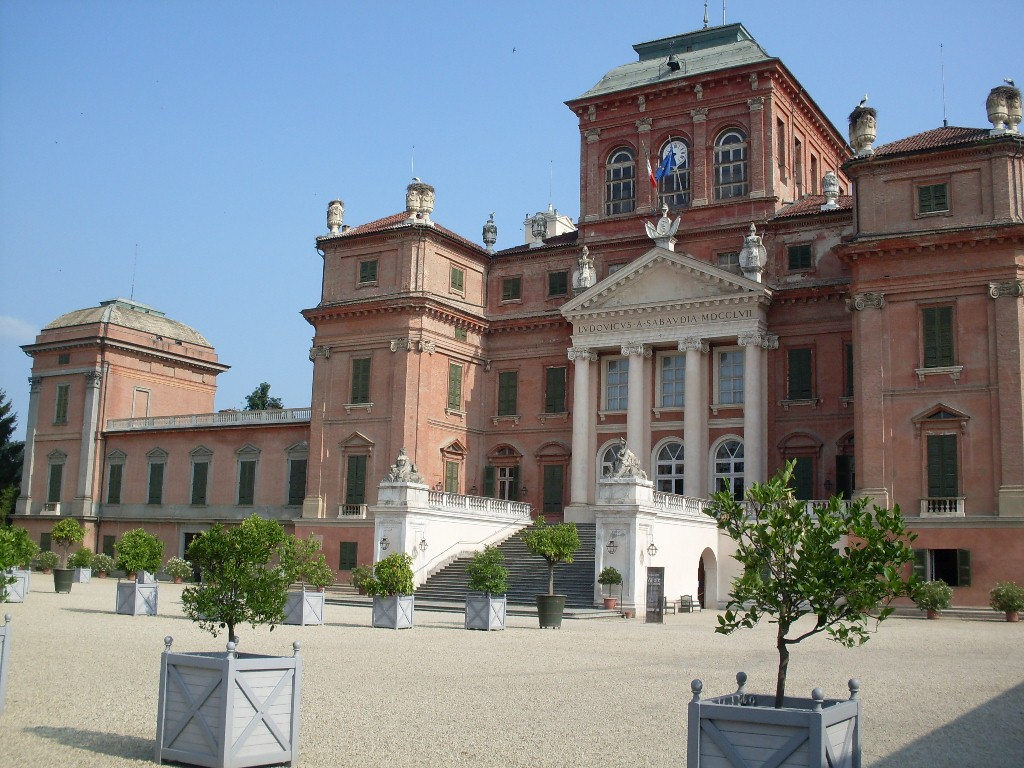
Jižní fasáda rezidence, původně ji navrhl Giovanni Battista Borra (1756) a pak ji přestavěl Ernesto Melano (polovina 19. století)
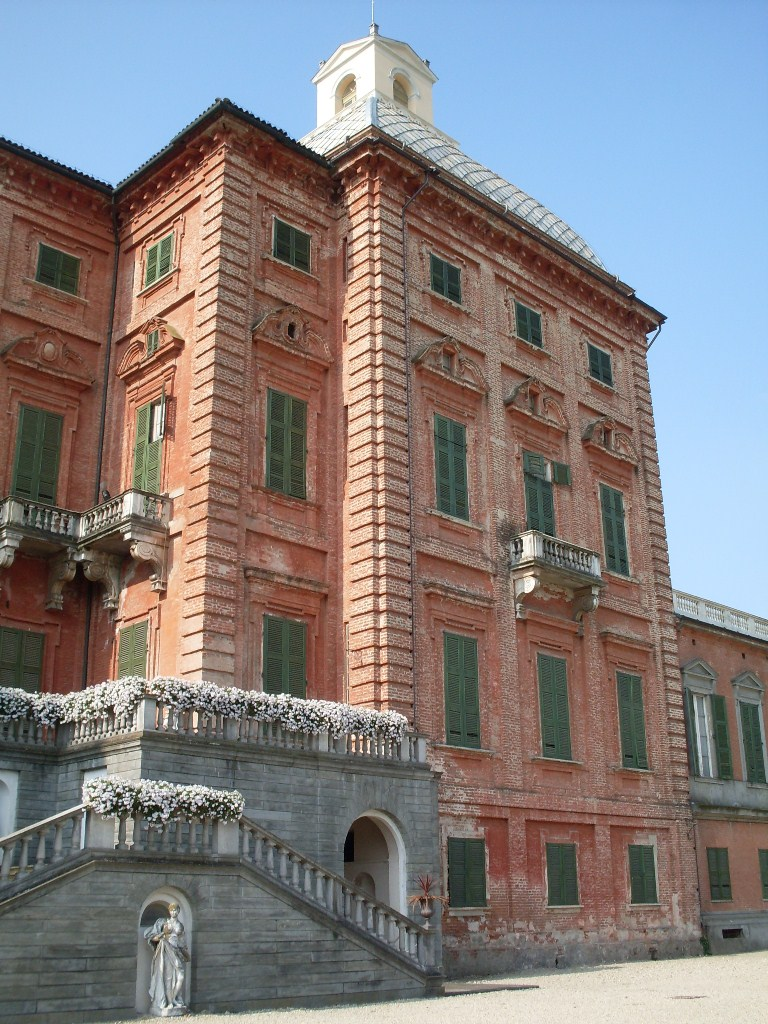
Západní věž se střechou inspirovanou pagodami, Guarino Guarini (17. století)
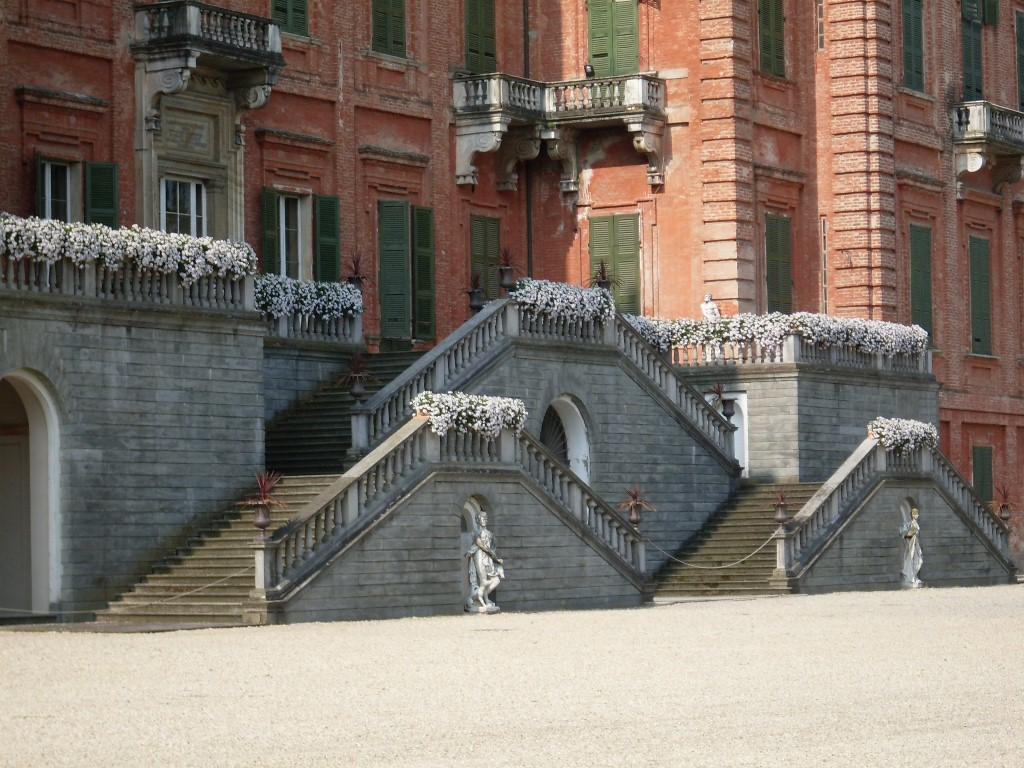
Detail severní fasády s Guariniho schodištěm, které spojuje palác s parkem (17. století)
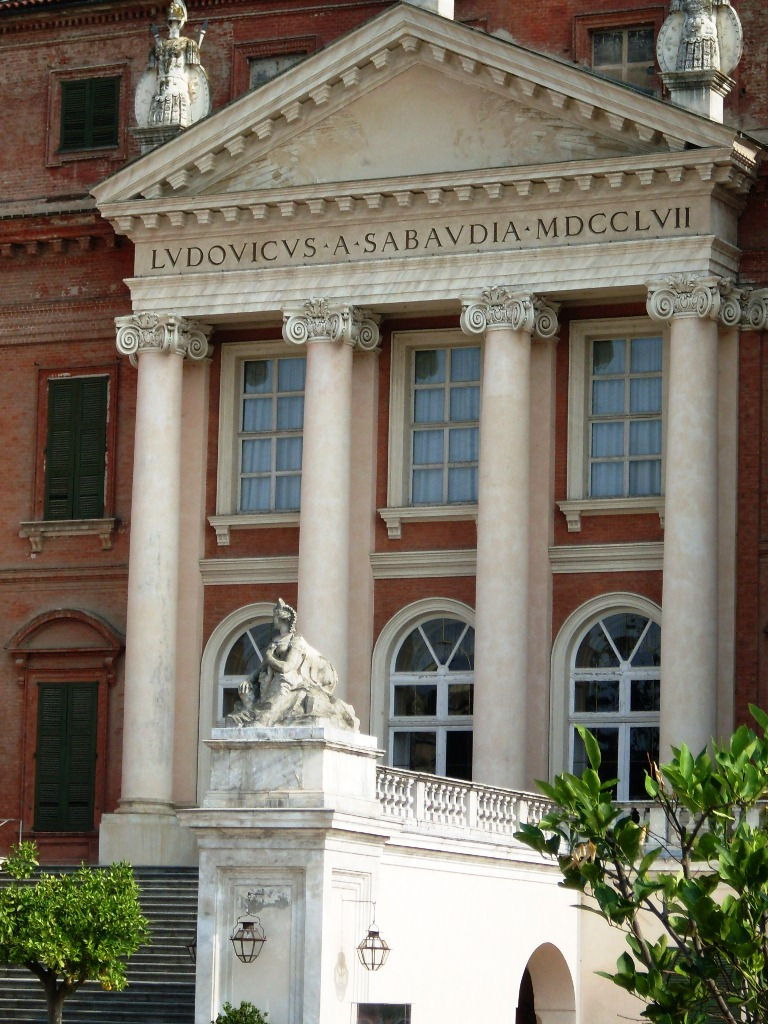
Prothyron s velkým schodištěm a sfingami (18. století)
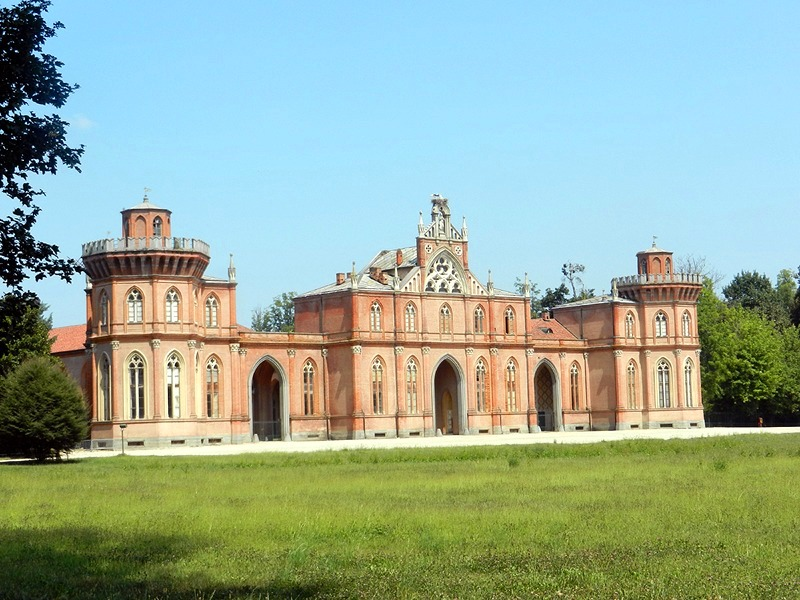
Margarìa
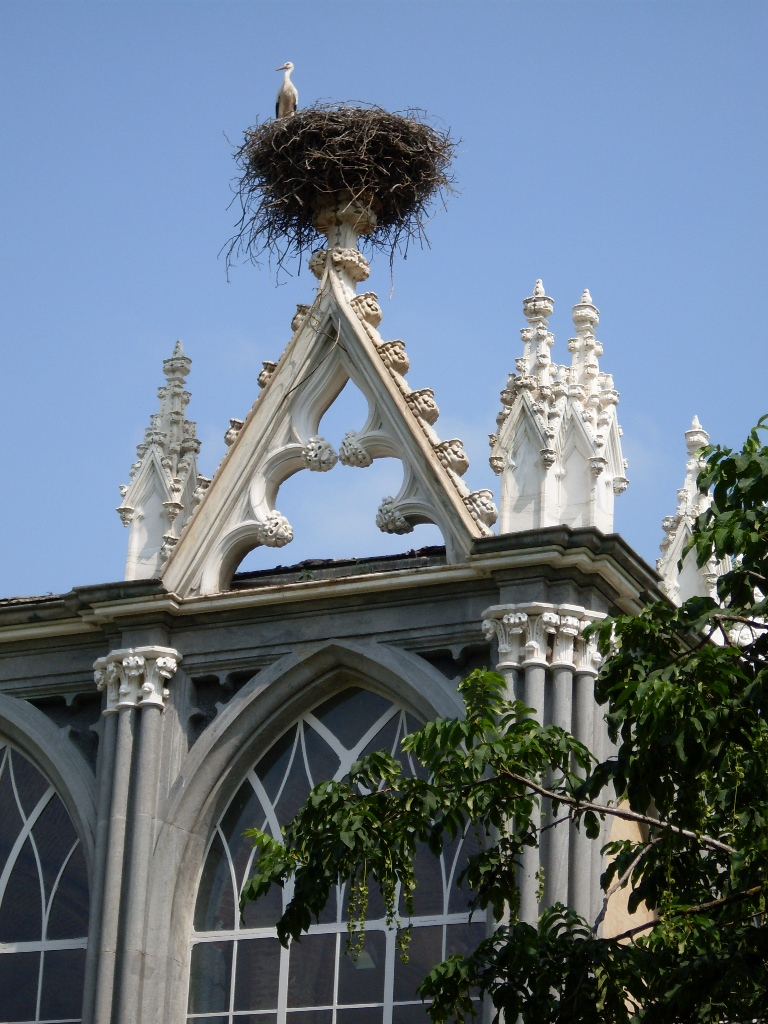
Čapí hnízdo na Královském skleníku poblíž statku Margarìa